# Adler
Adler (în germană Heraldisch-Genealogische Gesellschaft Adler) este o asociație din Viena care a fost creată în 1870 cu scopul de a dezvolta studiul științelor genealogice și heraldice din Europa. Între membrii săi, sunt de amintit românii Paul Gore, Petre Vasiliu-Năsturel și Emanuel Hagi-Mosco.